# 喬凡尼·波諾契尼
喬凡尼·波諾契尼（義大利語：Giovanni Bononcini，1670年7月18日—1747年7月9日）或稱喬凡尼·巴提斯塔·波諾契尼（義大利語：Giovanni Battista Bononcini）是義大利巴洛克作曲家、大提琴家，摩德納出身，後定居維也納。代表作是『卡蜜拉的勝利』，曾被視為韓德爾最大的勁敵。

## 主要作品

### 歌劇
- 薛西斯 Xerse（1694年）
- 卡蜜拉的勝利 Il trionfo di Camilla （1696年）
- Astarto （1720年）
- L'odio e l'amore （1721年）
- Griselda （1722年）
- Erminia （1723年）
- Astianatte （1727年）

## 外部連結
- 喬凡尼·波諾契尼的免费乐谱，由国际乐谱典藏计划提供